# 814 (numero)
Ottocentoquattordici (814) è il numero naturale dopo l'813 e prima dell'815.

## Proprietà matematiche
- È un numero pari.
- È un numero composto con 8 divisori: 1, 2, 11, 22, 37, 74, 407, 814. Poiché la somma dei suoi divisori (escluso il numero stesso) è 554 < 814, è un numero difettivo.
- È un numero sfenico.
- È parte delle terne pitagoriche (264, 770, 814), (814, 1248, 1490), (814, 4440, 4514), (814, 15048, 15070), (814, 165648, 165650).
- È un numero nontotiente (per cui la equazione φ(x) = n non ha soluzione).
- È un numero malvagio.
- È un numero congruente.
- È un numero ondulante nel sistema di numerazione posizionale a base 6 (3434).
- È un numero a cifra ripetuta e un numero palindromo nel sistema posizionale a base 36 (MM).
- È un numero intero privo di quadrati.

## Astronomia
- 814 Tauris è un asteroide della fascia principale del sistema solare.
- NGC 814 è una galassia lenticolare della costellazione della Balena.
- Cosmos 814 (vettore Tsiklon-2) è un satellite artificiale russo.